# Betsy Schot
Elizabeth Margaretha (Betsy) Schot (Rotterdam, 10 augustus 1869) was een Nederlands sopraan.
Ze was dochter van boekhouder Louis Franciscus Schot en Maria Christina Rebecca Aeckerlin, wonende aan de Schiekade.
Betsy Schot kreeg haar opleiding in Nederland van Ludwig Felix Brandts Buys en Paul Haase. Die laatste adviseerde haar verder te studeren in Berlijn waar ze onder de hoede kwam van Adolf Schulze. Hij en ook financiële bijdragen van Emma van Waldeck-Pyrmont en het Berlijnse Ministerium zorgden ervoor dat ze kon studeren aan de Königliche Hochschule für Musik. Die bijdragen bleven in stand totdat zij zelf genoeg verdiende om in haar levensonderhoud te voorzien. Na de opleiding begon ze aan haar zangloopbaan alsook een lang traject van lesgeven aan genoemde Hochschule. Optredens vonden plaats van Amsterdam tot in Belgrado alwaar ze werd onderscheiden met een zilveren medaille van zangvereniging Sanct-Sabbas.
Haar stem is bewaard gebleven middels enkele opnamen, onder meer van het Ave Verum van Wolfgang Amadeus Mozart voor Odeon Werken. Voor Africana heeft ze het Transvaalse volkslied opgenomen.
Na 1906 (Lübeckische Blätter) werd niets meer van haar vernomen.